# 任可容
任可容（1552年—？年），字子賢，號養弘，南直隸安慶府懷寧縣人，明朝政治人物。

## 生平
萬曆四年（1576年）丙子科應天府鄉試第九十三名舉人，萬曆五年（1577年）丁丑科第三甲第四名進士。。授中书舍人，升工部员外郎，出为浙江處州府知府。萬曆二十五年（1597年）升廣東按察司副使、兵备惠潮，建府學尊經閣、養賢堂，破倭寇于南澳海上，三十年（1602年）轉本省左參政，管盐屯水利道，兼綰五篆，以積勞致疾，卒於官。祀廣惠潮名宦。

## 家族
曾祖任伯禮；祖任寬；父任僴，儒官；母聶氏。具慶下。二子：國模、國楨。孙之燝，字弢伯。曾孙埈、塾、壎、垣、堡。
任埈，字松翰。清顺治十二年乙未科进士。任塾，字克家。康熙六年丁未科进士。